# Hank Beenders
Henry G. Beenders, detto Hank (Haarlem, 2 giugno 1916 – Somerville, 25 ottobre 2003), è stato un cestista olandese naturalizzato statunitense, professionista nella BAA e nella ABL.

## Palmarès
- Campione NIT (1941)